# Funan
Funan léase Fu-Nán (en chino simplificado, 阜南县; pinyin, Fùnán xiàn) es un condado bajo la administración directa de la ciudad-prefectura de Fuyang. Se ubica al oeste de la provincia de Anhui, este de la República Popular China. Su área es de 1800 km² y su población para 2010 superó el millón de habitantes.

## Administración
El condado Funan se divide en 20 poblados y 11 aldeas.
Poblados:
- Chengguan (城关镇)
- Fangji (方集镇)
- Zhonggang (中岗镇)
- Caoji (曹集镇)
- Tianji (田集镇)
- Chaiji (柴集镇)
- Yuanji (袁集镇)
- Zhaoji (赵集镇)
- Miaoji (苗集镇)
- Huanggang (黄岗镇)
- Xincun (新村镇)
- Zhuzhai (朱寨镇)
- Zhangzhai (张寨镇)
- Jiaopo (焦陂镇)
- Wanghua (王化镇)
- Wangyan (王堰镇)
- Dicheng (地城镇)
- Wangjiaba (王家坝镇)
- Hongheqiao (洪河桥镇)
- Santaji (三塔集镇)

Aldeas:
- Wangdianzi (王店孜乡)
- Gongqiao (公桥乡)
- Gaotai (郜台乡)
- Xutang (许堂乡)
- Huilong (会龙乡)
- Longwang (龙王乡)
- Duanying (段郢乡)
- Yuji (于集乡)
- Laoguan (老观乡)

## Clima
Debido a su posición geográfica,los patrones climáticos en la siguiente tabla son los mismos de Fuyang.
| Parámetros climáticos promedio de Funan (1971−2000) | Parámetros climáticos promedio de Funan (1971−2000) | Parámetros climáticos promedio de Funan (1971−2000) | Parámetros climáticos promedio de Funan (1971−2000) | Parámetros climáticos promedio de Funan (1971−2000) | Parámetros climáticos promedio de Funan (1971−2000) | Parámetros climáticos promedio de Funan (1971−2000) | Parámetros climáticos promedio de Funan (1971−2000) | Parámetros climáticos promedio de Funan (1971−2000) | Parámetros climáticos promedio de Funan (1971−2000) | Parámetros climáticos promedio de Funan (1971−2000) | Parámetros climáticos promedio de Funan (1971−2000) | Parámetros climáticos promedio de Funan (1971−2000) | Parámetros climáticos promedio de Funan (1971−2000) |
| Mes                                                 | Ene.                                                | Feb.                                                | Mar.                                                | Abr.                                                | May.                                                | Jun.                                                | Jul.                                                | Ago.                                                | Sep.                                                | Oct.                                                | Nov.                                                | Dic.                                                | Anual                                               |
| --------------------------------------------------- | --------------------------------------------------- | --------------------------------------------------- | --------------------------------------------------- | --------------------------------------------------- | --------------------------------------------------- | --------------------------------------------------- | --------------------------------------------------- | --------------------------------------------------- | --------------------------------------------------- | --------------------------------------------------- | --------------------------------------------------- | --------------------------------------------------- | --------------------------------------------------- |
| Temp. máx. media (°C)                               | 6.7                                                 | 9.0                                                 | 13.8                                                | 21.3                                                | 26.5                                                | 30.5                                                | 32.1                                                | 31.6                                                | 27.2                                                | 22.1                                                | 15.4                                                | 9.3                                                 | 20.5                                                |
| Temp. mín. media (°C)                               | -1.9                                                | 0.0                                                 | 4.5                                                 | 10.9                                                | 16.1                                                | 20.8                                                | 24.1                                                | 23.3                                                | 18.2                                                | 12.2                                                | 5.5                                                 | 0.1                                                 | 11.2                                                |
| Precipitación total (mm)                            | 26.6                                                | 32.6                                                | 56.8                                                | 56.6                                                | 81.5                                                | 161.9                                               | 189.2                                               | 95.9                                                | 87.3                                                | 63.8                                                | 40.0                                                | 17.8                                                | 910                                                 |
| Días de precipitaciones (≥ 0.1 mm)                  | 5.8                                                 | 6.5                                                 | 9.5                                                 | 8.2                                                 | 9.5                                                 | 10.3                                                | 12.7                                                | 10.9                                                | 8.7                                                 | 8.2                                                 | 6.4                                                 | 4.7                                                 | 101.4                                               |
| Fuente: Weather China                               |                                                     |                                                     |                                                     |                                                     |                                                     |                                                     |                                                     |                                                     |                                                     |                                                     |                                                     |                                                     |                                                     |